# Giuse Đàm Yến Toàn
Giuse Đàm Yến Toàn (tiếng Trung: 譚燕全, Joseph Tan Yan-quan; sinh 1962) là một giám mục người Trung Quốc của Giáo hội Công giáo Rôma. Ông hiện đảm nhận chức vụ Tổng giám mục chính tòa Tổng giáo phận Nam Ninh.

## Tiểu sử
Giám mục Toàn sinh năm 1962 tại Trung Quốc. Năm 1989, ông thụ phong chức linh mục. Ngày 21 tháng 1 năm 2003, ông được Tòa Thánh tấn phong chức giám mục và bổ nhiệm làm Tổng giám mục Phó Tổng giáo phận Nam Ninh. Khẩu hiệu giám mục của ông là Ad gentes (去使萬民成為門徒), tạm dịch: Giáo huấn muôn dân.
Chính quyền Trung Quốc vốn không thừa nhận Tổng giám mục Nam Ninh Giuse Mạnh Tử Văn, vì vậy đã công nhận giám mục Giuse Đàm Yến Toàn và xem ông như là Giám mục chính thức trên toàn tỉnh Quảng Tây. Từ tháng 12 năm 2003, chính quyền Trung Quốc quyết định sáp nhập Tổng giáo phận Nam Ninh và các giáo phận Ngô Châu, hạt Phủ doãn Tông Tòa Quế Lâm và giáo phận Bắc Hải (thuộc giáo tỉnh Quảng Châu) thành giáo phận Quảng Tây. Việc sáp nhập các giáo phận mà không cần sự chấp thuận của Giáo hoàng đã gây ra tranh cãi, nhưng Tòa Thánh Vatican cũng bày tỏ một số quan điểm xem đây như là một hành động đã "thành sự" của chính quyền Trung Quốc.
Sau cái chết của Tổng giám mục Giuse Mạnh Tử Văn ở tuổi 103, ông đương nhiên kế nhiệm trở thành Tổng giám mục chính tòa của Tổng giáo phận này. Ông cũng được Tòa Thánh đặt vai trò Giám quản Tông Tòa đối với giáo phận Ngô Châu. Đối với chính quyền Trung Quốc, ông là Giám mục Quảng Tây, Chủ tịch Ủy ban Giáo vụ Công giáo tỉnh Quảng Tây, Phó giám đốc Học viện Thần học Trung Nam.